# الدوري القطري 1965–66
إحصائيات دوري نجوم قطر في موسم 1965-66.

## نظرة عامة
فاز المعارف بالبطولة.